# Marocco all'Eurovision Song Contest
Il Marocco è l'unico paese africano ad aver partecipato all'Eurovision Song Contest. Nonostante le diversità politico-geografiche e culturali rispetto all'Europa, prese parte all'edizione del 1980. Il Marocco poté partecipare in quanto membro dell'Unione europea di radiodiffusione e si classificò diciottesimo con 7 punti avuti dall'Italia. Nel 1977 anche la Tunisia avrebbe dovuto partecipare alla manifestazione (anticipando così il Marocco di tre anni), tuttavia si ritirò quando Israele confermò la sua partecipazione. Secondo alcune indiscrezioni, il Marocco avrebbe dovuto partecipare all'edizione 2012. Tuttavia, la notizia non fu ufficializzata e il rientro non avvenne.

## Partecipazioni
- Primo posto
- Secondo posto
- Terzo posto
- Ultimo posto

| Anno                                    | Artista     | Canzone     | Lingua | Posizione | Posizione | Posizione         | Posizione         |
| Anno                                    | Artista     | Canzone     | Lingua | Finale    | Punti     | Semi              | Punti             |
| --------------------------------------- | ----------- | ----------- | ------ | --------- | --------- | ----------------- | ----------------- |
| 1980                                    | Samira Said | Bitaqat hub | Arabo  | 18º       | 7         | Niente semifinali | Niente semifinali |
| Nessuna partecipazione dal 1981 al 2025 |             |             |        |           |           |                   |                   |

## Statistiche di voto
Fino al 1980, le statistiche di voto del Marocco sono:
| # | Stato       | Punti |
| - | ----------- | ----- |
| 1 | Turchia     | 12    |
| 2 | Germania    | 10    |
| 3 | Regno Unito | 8     |
| 4 | Svizzera    | 7     |
| 5 | Svezia      | 6     |

| # | Stato  | Punti |
| - | ------ | ----- |
| 1 | Italia | 7     |